# Музей Ефеса (Відень)
Музей Ефеса — археологічний музей у Відні, частки археологічних знахідок зі стародавнього міста Ефес, отриманих як подарунки і компенсації від уряду Туреччини. Сучасне турецьке місто Ізмір (колишній Ефес) має власний Ефеський археологічний музей тої ж тематики.

## Історія створення

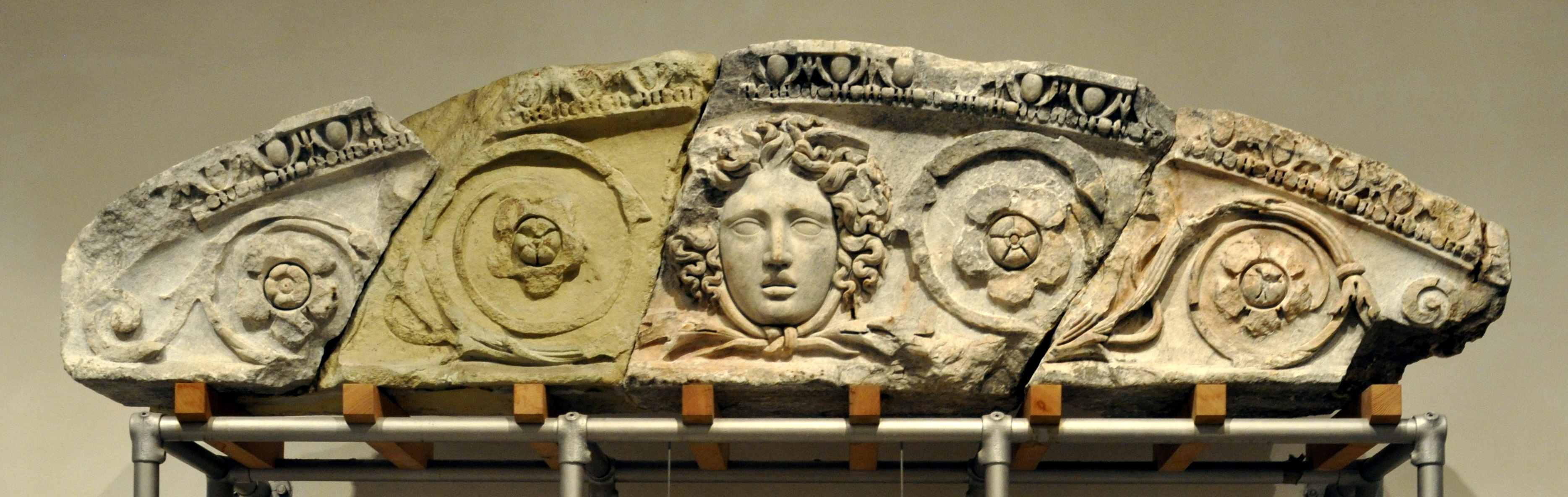
Рельєф з горгонейоном

Археологи Австрії з 1895 року отримали дозвіл на проведення археологічних розкопок на руїнах стародавнього міста Ефес. Дослідження проводились систематично і мали вимушені перерви лише в роки першої і другої світових воєн. Колекції артефактів для майбутнього музею Ефеса надійшли вперше як дипломатичні подарунки австрійському імператорові Францу Йосипові І від султана Абдул Гамида II. Частка — як компенсації за витрати Австрійському археологічному інституту.
Тільки в період між 1896 и 1906 Австрія відправила до Ізміру сім наукових експедицій. Виставки знахідок проведені на початку 20 століття в імператорському бароковому палаці Бельведер та в приміщенні Музею історії мистецтв Відня. Значна кількість скульптур, знайдених австрійськими науковцями в Ефесі, була виставлена в колонаді Хофбурга в період 1947 — 1978 років. В вивільнених приміщеннях Хофбурга поряд з Австрійською національною бібліотекою з 1978 року була створена постійна експозиція Музею Ефеса.

## Фонди і відомі експонати
Фонди музею мають значну кількість археологічних знахідок з Ефеса періоду Парфії, доби еллінізму і Стародавнього Риму. Руїни античних споруд в Туреччині роками слугували каменярнями, їх розбирали на будівельні матеріали, вапнякові брили і уламки мармурових скульптур перепалювали на вапно. Тому науковці з Австрії зняли з постаментів всі залишки мармурових скульптур, частку рельєфів з архітектурних споруд (включаючи бібліотеку Цельсія), всі портретні голови чи погруддя і уламки бронзових виробів, архітектурні деталі, які врятували і вивезли в Відень як спадок власної культури. Всі вони — головні експонати сучасного музею.

### Рельєф з тимпана бібліотеки Цельсія з горгонейоном

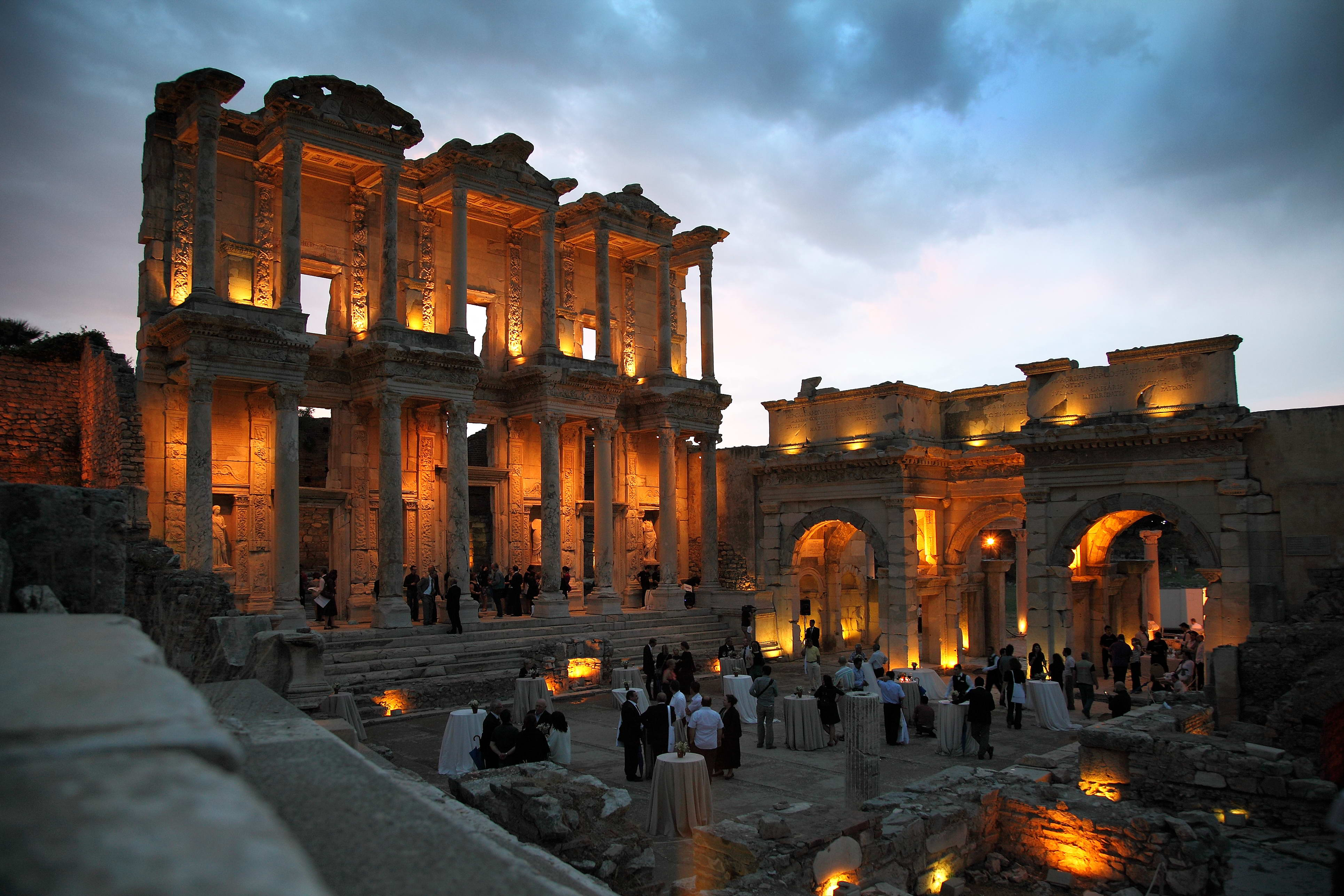
Фасад бібліотеки Цельсія ввечері.

Бібліотека Цельсія — давньоримська бібліотека в Ефесі, яка була побудована під час правління Адріана для Тиберія Юлія Цельсія його сином, Тиберієм Юлієм Аквілою. Будівництво почалося в 114 році й було завершене в 135 році вже спадкоємцями Аквіли, який заповів більшу суму коштів на придбання книг і утримання бібліотеки. В 2-й половині III сторіччя під час навали готів внутрішня частина будинку була повністю зруйнований пожежею, яка однак не поруйнувала фасад споруди. Бібліотека Цельсія — друга за кількістю книг бібліотека Прадавнього Світу (після Александрійської бібліотеки в Єгипті).
Один з експонатів музею — рельєф заокругленого тимпана з парадного фасаду споруди, колись розбитий на чотири частини. Рельєф прикрашений рослинним орнаментом і горгонейоном класичного зразка.

### Алегоричні скульптури з бібліотеки Цельсія

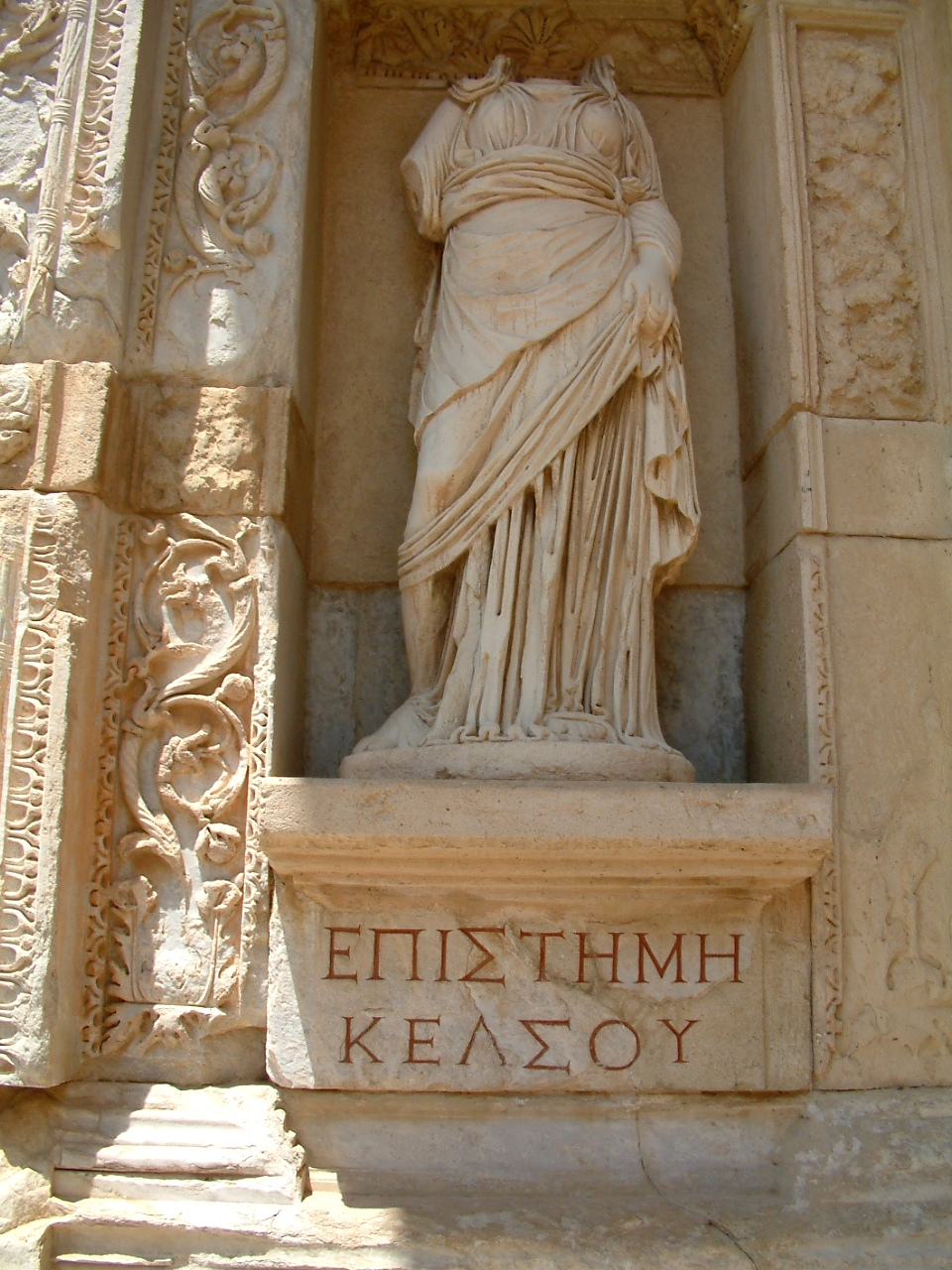
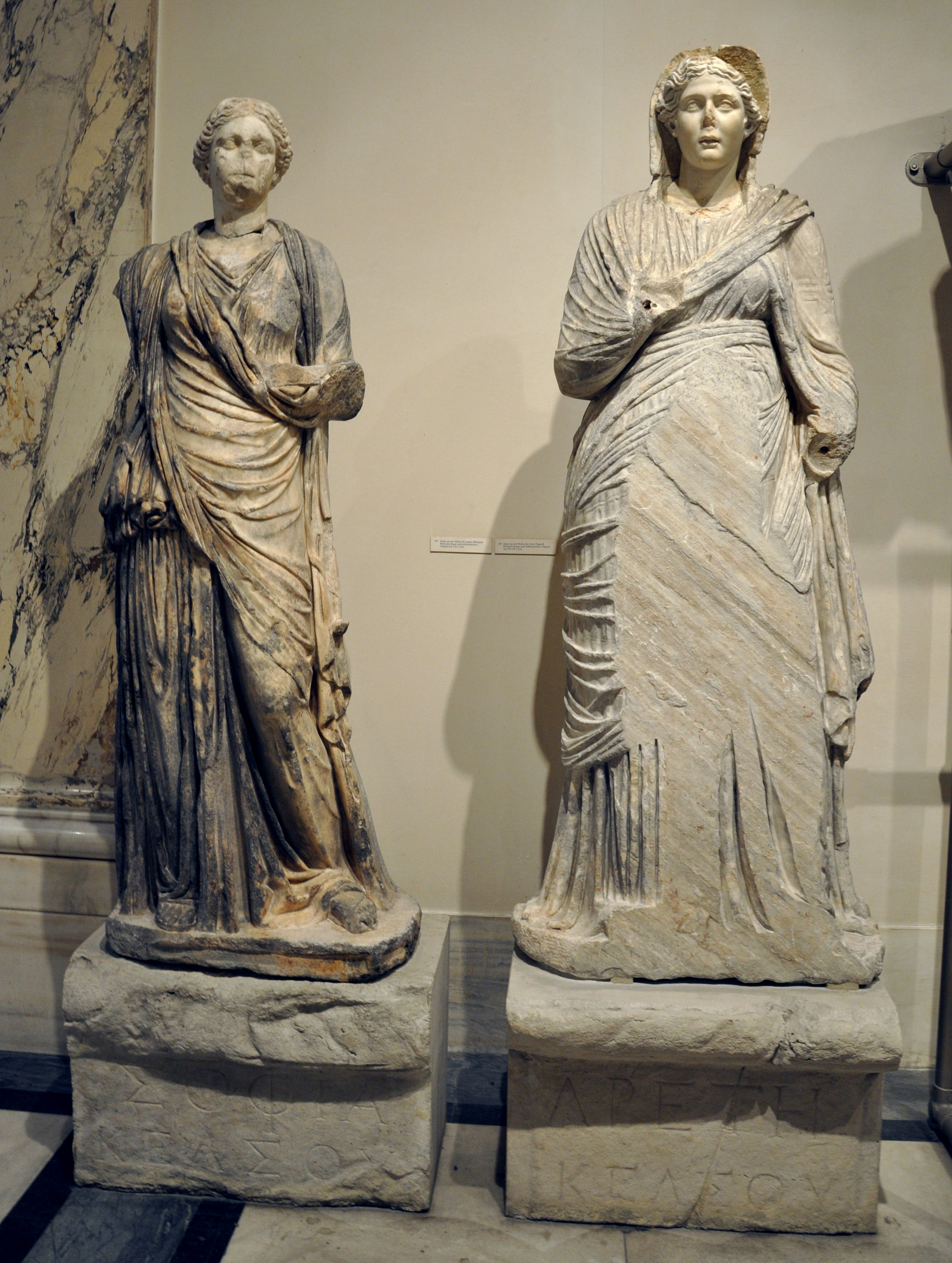
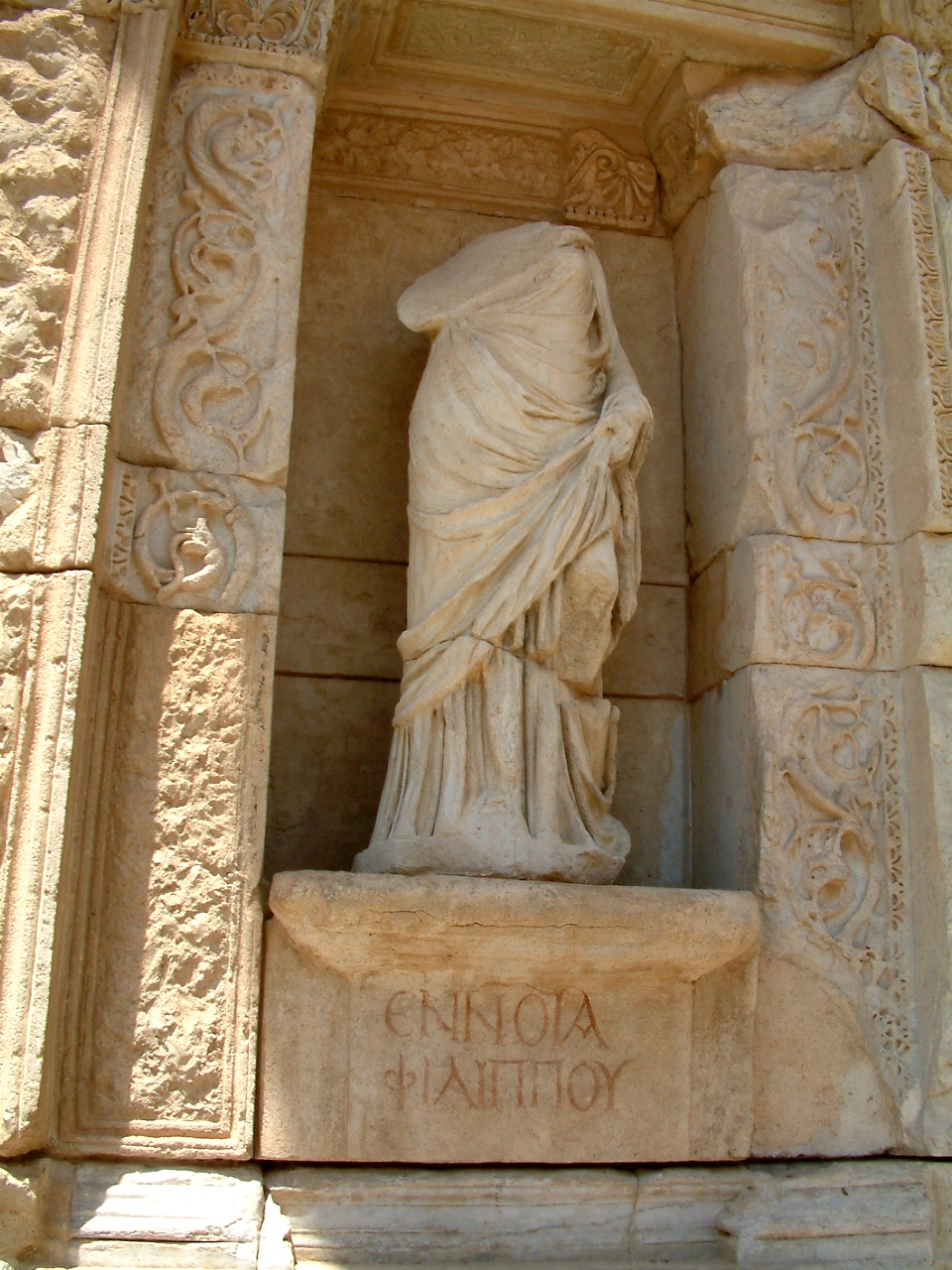
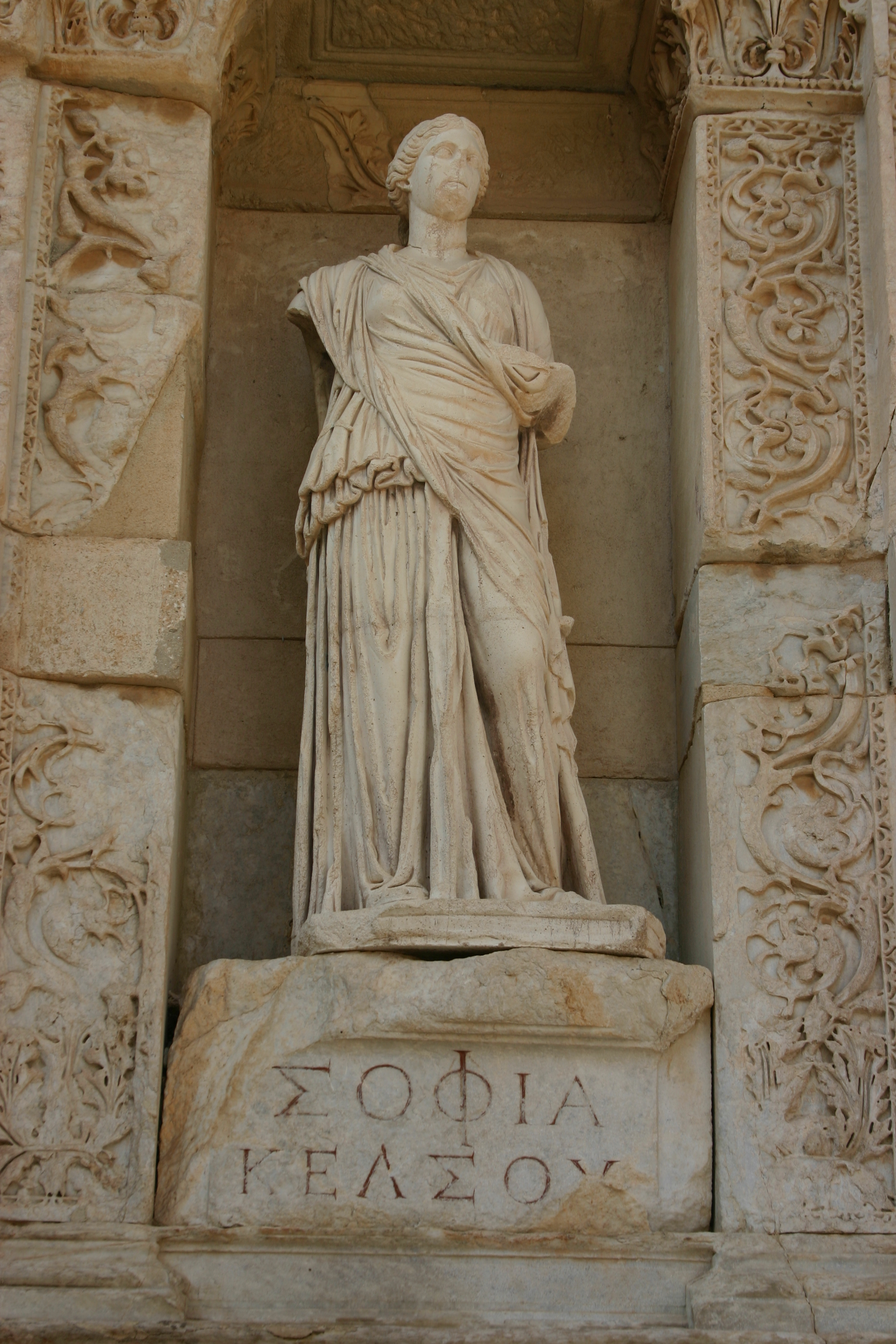
Алегорія Мудрості

Театральний, підкреслено пишний фасад бібліотеки мав ніші, в яких стояли алегоричні скульптури, що уособлювали гіпотетично привабливі риси характеру Цельса (Мудрість, Справедливість, Розум, Лагідність). Сам Цельс був похований в склепі під бібліотекою, де стояла його портретна скульптура в повний зріст (зараз в Археологічному музеї Стамбула). Таким чином, бібліотека слугувала його меморіалом.
Споруда бібліотеки була пошкоджена під час землетрусу в добу Візантійської імперії. Фасад бібліотеки реставровано в 20 столітті.

### Амазонка
Залишки скульптури амазонки — зняли зі стіни колишнього храму Артеміди. В добу Стародавньої Греції храм був одним з Семи чудес стародавнього світу.

### Атлет з Ефеса
Серед найбільш мистецьки вартих експонатів музею — бронзова скульптура атлета. Знайдена в руїнах розбитою на шматки. З двохсот тридцяти чотирьох (234) уламків вдалося відновити фігуру юнака, що знімав залишки бруду і олії з тулуба після закінчення гімнастичних вправ. Скульптуру вважають римською копією 1 століття з грецького оригінала 4 ст. до н. е. Мотив досить розповсюдженої скульптури, яку важко пов'язати з творчістю якогось окремого давньогрецького майстра.

## Зміни в законодавстві Туреччини
Враховуючи значну мистецьку і наукову вартість експонатів музею Ефеса, прийнято рішення по тимчасове експонування оригіналів музейного закладу з Відня в Ефеському археологічному музеї на території Туреччини.

## Джерела

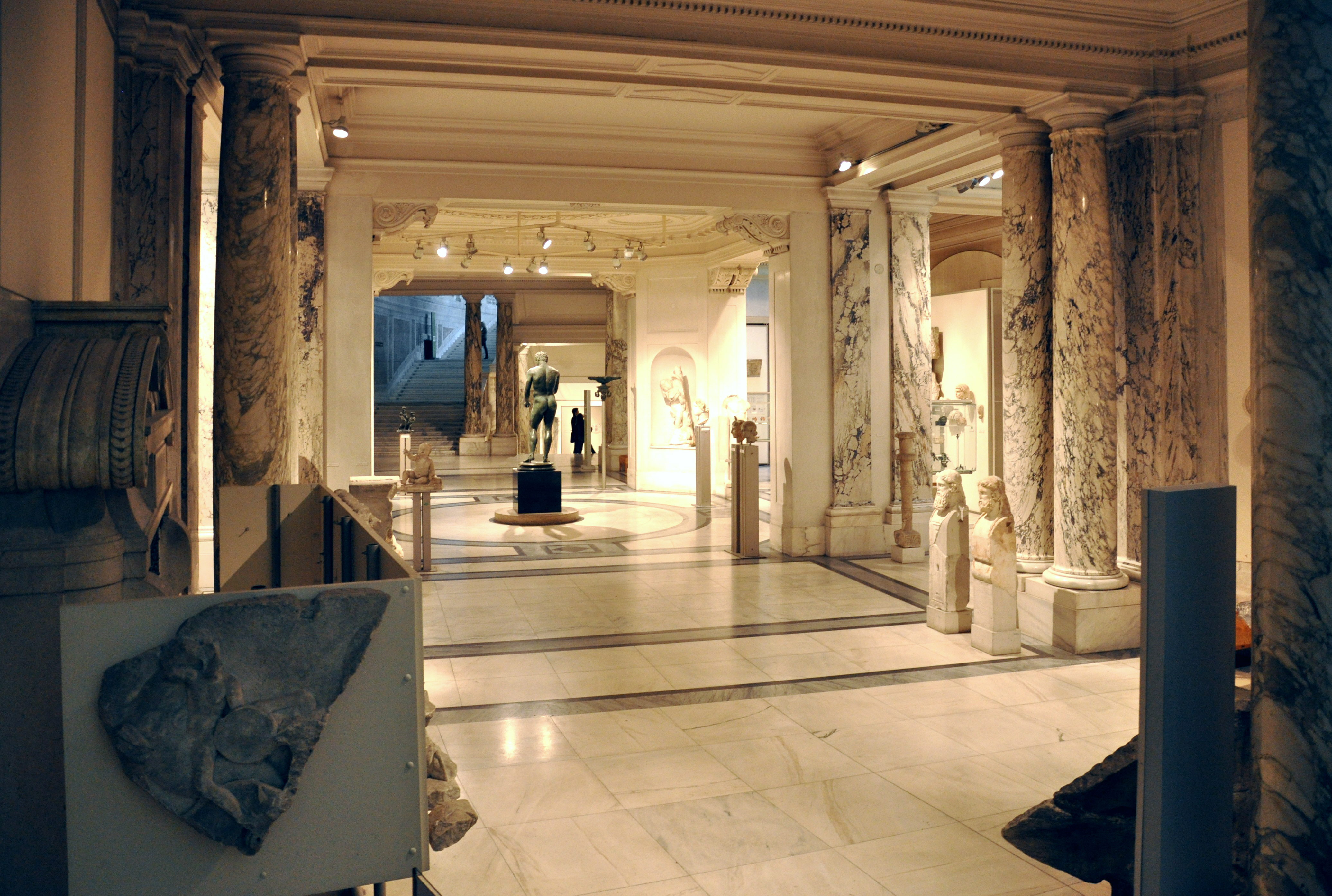

## Див. також

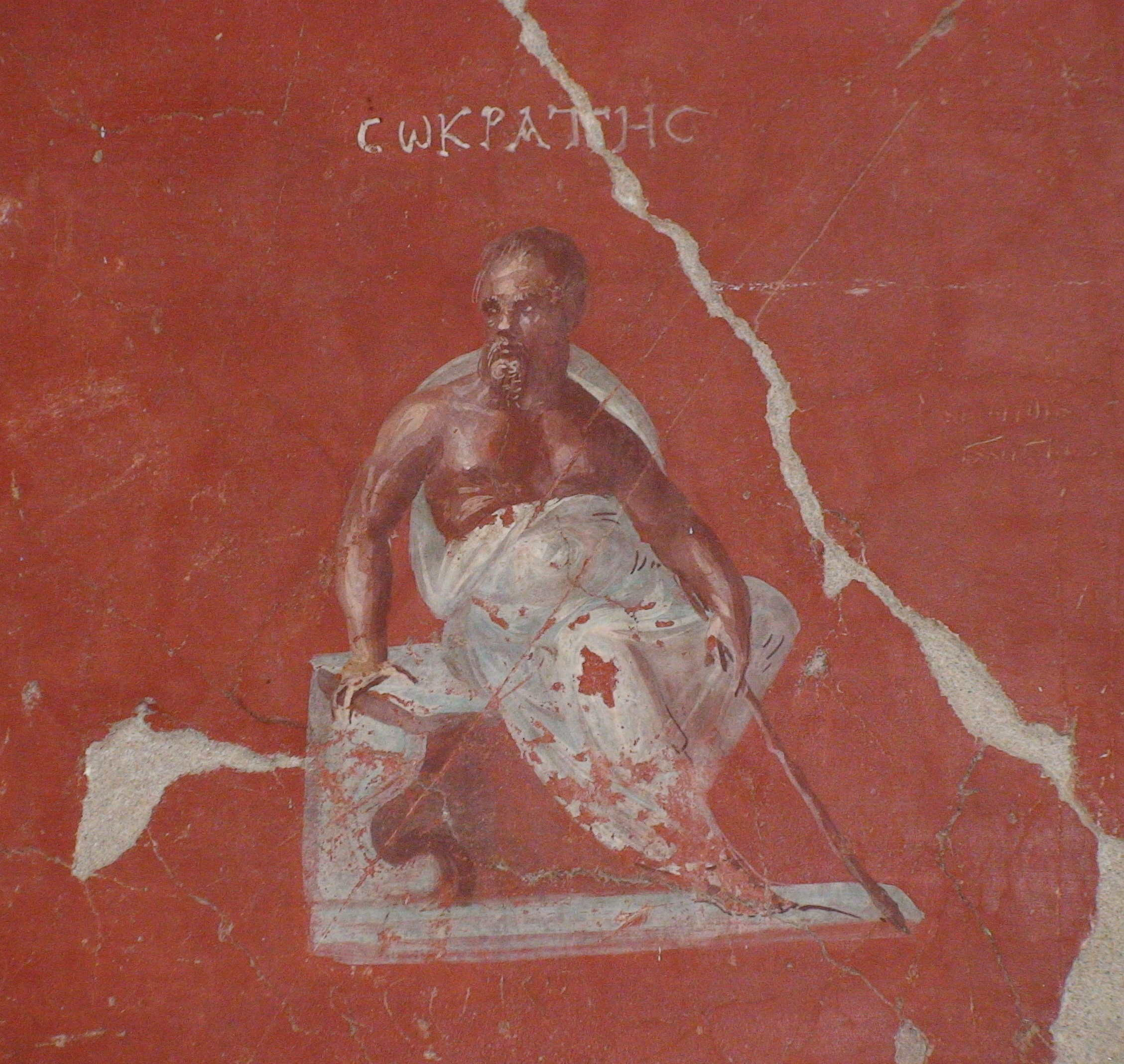
Фреска «Сократ», Ефеський археологічний музей, Туреччина.